# Ernmas
Ernmas és una deessa mare irlandesa, esmentada a Lebor Gabála Érenn i " Cath Maige Tuired " com una de les Tuatha Dé Danann. Entre les seves filles hi ha la trinitat de les deesses irlandeses homònimes Ériu, Banba i Fódla, la trinitat de les deesses de la guerra Badb, Macha i Anu (que també s'anomena Mórrígan), i també una trinitat de fills, Glonn, Gnim i Coscar. Els seus altres fills són Fiacha i Ollom. Ernmas va ser assassinada durant la primera batalla de Mag Tuired i se l'anomena "agricultora" al Lebor Gabála Érenn.